# Clubiona sparassella
Clubiona sparassella este o specie de păianjeni din genul Clubiona, familia Clubionidae, descrisă de Strand, 1909. Conform Catalogue of Life specia Clubiona sparassella nu are subspecii cunoscute.